# Disophrys erythropa
Disophrys erythropa är en stekelart som beskrevs av Cameron 1911. Disophrys erythropa ingår i släktet Disophrys och familjen bracksteklar. Inga underarter finns listade i Catalogue of Life.